# Rugby 7 en los Juegos de la Mancomunidad de 2006
El torneo masculino de rugby 7 en los Juegos de la Mancomunidad de 2006, fue la tercera vez que se hizo presente el rugby en los juegos.
Se disputó en el Telstra Dome de Melbourne, Australia.

## Desarrollo

### Grupo A
| Pos. | Equipo        | Encuentros | Encuentros | Encuentros | Encuentros | Tantos  | Tantos    | Puntos |
| Pos. | Equipo        | jugados    | ganados    | empatados  | perdidos   | a favor | en contra | Puntos |
| ---- | ------------- | ---------- | ---------- | ---------- | ---------- | ------- | --------- | ------ |
| 1    | Nueva Zelanda | 3          | 3          | 0          | 0          | 117     | 17        | 9      |
| 2    | Gales         | 3          | 2          | 0          | 1          | 100     | 42        | 7      |
| 3    | Kenia         | 3          | 1          | 0          | 2          | 31      | 79        | 5      |
| 4    | Namibia       | 3          | 0          | 0          | 3          | 19      | 122       | 3      |

### Grupo B
| Pos. | Equipo  | Encuentros | Encuentros | Encuentros | Encuentros | Tantos  | Tantos    | Puntos |
| Pos. | Equipo  | jugados    | ganados    | empatados  | perdidos   | a favor | en contra | Puntos |
| ---- | ------- | ---------- | ---------- | ---------- | ---------- | ------- | --------- | ------ |
| 1    | Fiyi    | 3          | 3          | 0          | 0          | 127     | 21        | 9      |
| 2    | Canadá  | 3          | 2          | 0          | 1          | 48      | 45        | 7      |
| 3    | Escocia | 3          | 1          | 0          | 2          | 48      | 48        | 5      |
| 4    | Niue    | 3          | 0          | 0          | 3          | 12      | 120       | 3      |

### Grupo C
| Pos. | Equipo     | Encuentros | Encuentros | Encuentros | Encuentros | Tantos  | Tantos    | Puntos |
| Pos. | Equipo     | jugados    | ganados    | empatados  | perdidos   | a favor | en contra | Puntos |
| ---- | ---------- | ---------- | ---------- | ---------- | ---------- | ------- | --------- | ------ |
| 1    | Inglaterra | 3          | 3          | 0          | 0          | 110     | 17        | 9      |
| 2    | Australia  | 3          | 2          | 0          | 1          | 113     | 31        | 7      |
| 3    | Islas Cook | 3          | 1          | 0          | 2          | 71      | 63        | 5      |
| 4    | Sri Lanka  | 3          | 0          | 0          | 3          | 0       | 181       | 3      |

### Grupo D
| Pos. | Equipo    | Encuentros | Encuentros | Encuentros | Encuentros | Tantos  | Tantos    | Puntos |
| Pos. | Equipo    | jugados    | ganados    | empatados  | perdidos   | a favor | en contra | Puntos |
| ---- | --------- | ---------- | ---------- | ---------- | ---------- | ------- | --------- | ------ |
| 1    | Sudáfrica | 3          | 2          | 0          | 1          | 94      | 43        | 7      |
| 2    | Samoa     | 3          | 2          | 0          | 1          | 66      | 20        | 7      |
| 3    | Tonga     | 3          | 1          | 0          | 2          | 40      | 58        | 5      |
| 4    | Uganda    | 3          | 1          | 0          | 2          | 41      | 108       | 5      |

### Etapa eliminatoria

#### Medalla de oro
|  | Cuartos de final | Cuartos de final | Cuartos de final |            |               | Semifinales   | Semifinales | Semifinales |      |               | Copa          | Copa         | Copa |  |
|  |                  |                  |                  |            |               |               |             |             |      |               |               |              |      |  |
|  |                  |                  |                  |            |               |               |             |             |      |               |               |              |      |  |
|  | Nueva Zelanda    | Nueva Zelanda    | 24               |            |               |               |             |             |      |               |               |              |      |  |
|  | Nueva Zelanda    | Nueva Zelanda    | 24               |            |               |               |             |             |      |               |               |              |      |  |
|  | Canadá           | Canadá           | 0                |            |               |               |             |             |      |               |               |              |      |  |
|  | Canadá           | Canadá           | 0                |            | Nueva Zelanda | Nueva Zelanda | 21          |             |      |               |               |              |      |  |
|  |                  |                  |                  |            | Nueva Zelanda | Nueva Zelanda | 21          |             |      |               |               |              |      |  |
|  |                  |                  | Australia        | Australia  | 19            |               |             |             |      |               |               |              |      |  |
|  | Australia        | Australia        | Australia        | Australia  | 19            | 20            |             |             |      |               |               |              |      |  |
|  | Australia        | Australia        |                  |            |               |               |             |             |      |               |               |              |      |  |
|  | Sudáfrica        | Sudáfrica        | 5                |            |               |               |             |             |      |               |               |              |      |  |
|  | Sudáfrica        | Sudáfrica        | 5                |            |               |               |             |             |      | Nueva Zelanda | Nueva Zelanda | 29           |      |  |
|  |                  |                  |                  |            |               |               |             |             |      | Nueva Zelanda | Nueva Zelanda | 29           |      |  |
|  |                  |                  | Inglaterra       | Inglaterra | 21            |               |             |             |      |               |               |              |      |  |
|  | Inglaterra       | Inglaterra       | Inglaterra       | Inglaterra | 21            | 17            |             |             |      |               |               |              |      |  |
|  | Inglaterra       | Inglaterra       |                  |            |               |               |             |             |      |               |               |              |      |  |
|  | Samoa            | Samoa            | 14               |            |               |               |             |             |      |               |               |              |      |  |
|  | Samoa            | Samoa            | 14               |            | Inglaterra    | Inglaterra    | 21          |             |      | Tercer lugar  | Tercer lugar  | Tercer lugar |      |  |
|  |                  |                  |                  |            | Inglaterra    | Inglaterra    | 21          |             |      | Tercer lugar  | Tercer lugar  | Tercer lugar |      |  |
|  |                  |                  | Fiyi             | Fiyi       | 14            |               |             |             |      |               |               |              |      |  |
|  | Fiyi             | Fiyi             | Fiyi             | Fiyi       | 14            | 26            |             |             | Fiyi | Fiyi          | 24            |              |      |  |
|  | Fiyi             | Fiyi             |                  |            |               |               |             |             | Fiyi | Fiyi          | 24            |              |      |  |
|  | Gales            | Gales            | 7                |            |               |               |             |             |      |               | Australia     | Australia    | 17   |  |
|  | Gales            | Gales            | 7                |            |               |               |             |             |      |               | Australia     | Australia    | 17   |  |
|  |                  |                  |                  |            |               |               |             |             |      |               |               |              |      |  |

### Medallero
| Evento | Oro           | Plata      | Bronce |
| ------ | ------------- | ---------- | ------ |
|        | Nueva Zelanda | Inglaterra | Fiyi   |